# ريدونديلا
ريدونديلا (بالإسبانية: Redondela) هي مدينة تقع في مقاطعة بونتيفيدرا التابعة لمنطقة غاليسيا شمال غرب إسبانيا.

## الديموغرافيا
يبلغ عدد سكان مدينة ريدونديلا 30.006 نسمة عام 2011 (وفقاً للمعهد الوطني للإحصاء الإسباني).
| 28.893 | 28.943 | 29.045 | 29.863 | 29.987 | 30.001 | 30.006 |

## أعلام
- إنريكي سالغيرو
- لورينزو فيرنانديز